# Antônio de Mariz Loureiro
O prelado Antonio de Mariz Loureiro (8 de Outubro de 1643 - 1657) assumiu em 8 de junho de 1644 a administração eclesiástica do Rio de Janeiro para a qual fora nomeado em 8 de outubro de 1643.Era neto de D. Antônio de Mariz, um dos fundadores da cidade do Rio de Janeiro.
Substituiu Pedro Homem Albernaz, que exercia interinamente a prelazia da cidade. Logo depois da sua chegada, seguiu para São Paulo, onde estivera em 1641 como ouvidor das minas. Diz Vivaldo Coaracy, que se envolveu como seus antecessores da questão da escravizaçao dos índios e «irritou profundamente os paulistas, que lhe negaram obediência, conspirando mesmo, segundo rezam as crônicas, contra a sua vida. Em vista da excitação dos ânimos, refugiou-se no convento dos franciscanos, que foi cercado pela população exacerbadam disposta a tirar um desforço do administrador. Loureiro conseguiu escapar aos seus perseguidores e, fugindo de São Paulo, regressou ao Rio de Janeiro.»
Diz o mesmo autor que as suas atitudes e as medidas ordenadas em relação não só à liberdade dos índios «como com respeito aos costumes e hábitos dos moradores da cidade, excitaram grande oposição e cólera». Entre seus inimigos, salientavam-se até sacerdotes, pois pretendia introduzir reformas moralizadoras do clero.
Sentindo-se inseguro, fugiu para o Espírito Santo a pretexto de uma visita pastoral e «só os seus inimigos lhe proporcionaram veneno na comida», como no Rio de Janeiro fora feito a Mateus da Costa Aborim. Por veneno ou em consequência de abalo moral, o prelado enlouqueceu e, «impedido assim de exercer a prelazia, foi removido para Lisboa» onde morreu sem jamais recuperar as faculdades mentais.